# Пассажирка (фильм, 2008)
«Пассажи́рка» — российский художественный фильм режиссёра Станислава Говорухина, снятый в 2008 году. Является экранизацией одноимённого рассказа русского писателя Константина Станюковича.
Премьера фильма состоялась 5 ноября 2009 года.

## Сюжет
1882 год. Русский клипер «Смелый» следует по маршруту Сан-Франциско — Гонконг. В американском порту русский консул подсаживает на корабль пассажирку — молодую вдову Веру Сергеевну Кларк и её служанку Аннушку, возвращающихся на родину. Барышни вызывают у офицеров и матросов клипера взрыв ревности у каждого друг к другу, особенно у молодого легкомысленного мичмана Цветкова, влюбившегося в пассажирку с первого взгляда. Опытная и здравомыслящая Вера Сергеевна понимает, что бурные эмоции моряков — это всего лишь результат длительного отсутствия у них личной жизни, и что после того, как она покинет корабль, увлечение быстро забудется. Тем не менее, обольстительная пассажирка позволяет своему флирту с мичманом Цветковым зайти достаточно далеко.

## В ролях
- Анна Горшкова — Вера Сергеевна Кларк, молодая вдова, пассажирка
- Алексей Коряков — Владимир Алексеевич Цветков, мичман
- Никита Ефремов — Дмитрий Воронцов, мичман
- Ирина Пегова — Аннушка, горничная Веры Сергеевны
- Виктор Сухоруков — Пётр Никитич, капитан
- Марат Башаров — Иван Чижиков, матрос, воздыхатель Аннушки
- Роман Мадянов — старший офицер
- Сергей Никоненко — старший штурман
- Пётр Зайченко — боцман Матвеев
- Сергей Баталов — Евграф Иванович
- Фёдор Добронравов — офицер
- Марина Орлова — Нина Марковна
- Родион Галюченко — Васенька Летков, гардемарин
- Михаил Миронов — Егорка, матрос
- Николай Сахаров — батюшка
- Станислав Говорухин — русский консул
- Екатерина Воронина — жена русского консула
- Сергей Мухин — лейтенант
- Александр Прошин — вестовой мичмана Цветкова

## Награды
- Приз «Большая золотая ладья» зрительского конкурса «Выборгский счёт» кинофестиваля «Окно в Европу» в Выборге в 2008 году.
- Гран-при за лучший фильм «Золото Лістапада» на кинофестивале «Листопад» в Минске в 2008 году.
- Приз Гильдии кинорежиссеров России на I кинофестивале «Золотой Феникс» в Смоленске в 2008 году[3].
- Приз фестиваля отечественного кино «Московская премьера».

## Отличия от рассказа
- В оригинальном рассказе клипер называется не «Смелый», а «Забияка».
- В рассказе после расставания с Верой Сергеевной мичман Цветков получил от неё письмо в Шанхае; в фильме этот эпизод отсутствует.

## Интересные факты
В роли клипера «Смелый» в фильме снялся барк «Крузенштерн». На судне для этого установили макеты орудий, фальшивые рубки и многое другое. Для съёмок шторма на верфи деревянного судостроения «Варяг» была построена копия парусника в масштабе 1:20. Шторм с участием этой шестиметровой модели снимали в бассейне Ялтинской киностудии.